# Aubonne (Doubs)
Aubonne ist eine französische Gemeinde mit 260 Einwohnern (Stand: 1. Januar 2022) im Département Doubs in der Region Bourgogne-Franche-Comté. Sie gehört zum Arrondissement Pontarlier und ist Mitglied im Gemeindeverband Communauté de communes entre Doubs et Loue. Die Bewohner werden Albonnais und Albonnaises genannt.

## Geographie
Aubonne liegt auf 662 m, etwa 15 Kilometer nördlich der Stadt Pontarlier (Luftlinie). Das Dorf erstreckt sich im Jura, in einer Talmulde im äußersten Nordosten des Hochplateaus von Val d’Usiers, zwischen dem Tal der Loue im Westen und dem Mont Pelé im Osten.
Die Fläche des 15,17 km² großen Gemeindegebiets umfasst einen Abschnitt des französischen Juras. Der westliche Teil des Gebietes wird von der Talmulde von Aubonne eingenommen. Diese Talmulde, die auf der Nordseite von der Höhe des Clairmont flankiert wird, bildet den nordöstlichen Abschluss des Plateaus von Val d’Usiers. Sie öffnet sich gegen Westen zum tief eingeschnittenen Erosionstal der Loue, wobei der Gemeindeboden nur bis an die Oberkante des Steilhanges reicht. Einziges oberirdisches Fließgewässer ist der Bach Buhin, der jedoch unterhalb des Dorfes versickert. Ansonsten besitzt das gesamte Gebiet keine oberirdischen Fließgewässer, weil das Niederschlagswasser im verkarsteten Untergrund versickert. 
Nach Norden reicht der Gemeindeboden auf die Hochfläche von Les Prés-de-Vaire (780 m), die teils von Wiesland, teils von Wald bedeckt ist. Mit einem schmalen Streifen erstreckt sich das Gemeindeareal nach Osten über einen bewaldeten Hang auf den breiten Höhenrücken, der sich vom Mont Pelé zum Crêt Monniot hinzieht und auf dem sich ausgedehnte Hochweiden befinden. In geologisch-tektonischer Hinsicht bildet dieser Kamm eine Antiklinale des Faltenjuras. Mit 1091 m wird hier die höchste Erhebung von Aubonne erreicht. 
Zu Aubonne gehören neben dem eigentlichen Ort auch mehrere Weiler und Einzelhöfe, darunter:
- Narmaud (730 m) auf einer Geländeterrasse östlich der Talmulde von Aubonne
- Les Prés-de-Vaire (769 m) auf der Hochfläche östlich der Côte de Rappant

Nachbargemeinden von Aubonne sind 
- Les Premiers Sapins mit Hautepierre-le-Châtelet, Athose und Nods im Norden,
- Arc-sous-Cicon im Osten,
- La Chaux,
- Saint-Gorgon-Main und Ouhans im Süden
- Mouthier-Haute-Pierre im Westen.

## Geschichte
Das Gemeindegebiet von Aubonne war bereits in vorgeschichtlicher Zeit besiedelt, wovon ein Gräberfeld auf der Flur Sur le Bey zeugt. Im 17. Jahrhundert war Aubonne Mittelpunkt einer eigenen kleinen Herrschaft. Zusammen mit der Franche-Comté gelangte das Dorf mit dem Frieden von Nimwegen 1678 an Frankreich.

## Sehenswürdigkeiten
Die Dorfkirche Saint-Antide wurde von 1767 bis 1769 in barocken Stilformen an der Stelle eines früheren Gotteshauses erbaut. Das Château, ein Herrschaftssitz aus dem 18. Jahrhundert, wurde verändert. Im alten Ortskern sind verschiedene Bauernhäuser im charakteristischen Stil des Haut-Doubs aus dem 18. und 19. Jahrhundert erhalten.

## Bevölkerung
| Jahr                       | 1962 | 1968 | 1975 | 1982 | 1990 | 1999 | 2016 |
| Einwohner                  | 264  | 246  | 234  | 245  | 266  | 256  | 238  |
| Quellen: Cassini und INSEE |      |      |      |      |      |      |      |

Mit 260 Einwohnern (Stand 1. Januar 2022) gehört Aubonne zu den kleinen Gemeinden des Département Doubs. Nachdem die Einwohnerzahl in der ersten Hälfte des 20. Jahrhunderts markant abgenommen hatte (1891 wurden noch 493 Personen gezählt), wurden seit Beginn der 1970er Jahre nur noch geringe Schwankungen verzeichnet.

## Wirtschaft und Infrastruktur
Aubonne war bis weit ins 20. Jahrhundert hinein ein vorwiegend durch die Landwirtschaft, insbesondere Milchwirtschaft und Viehzucht, sowie durch die Forstwirtschaft geprägtes Dorf. Daneben gibt es heute einige Betriebe des lokalen Kleingewerbes. Viele Erwerbstätige sind auch Wegpendler, die in den größeren Ortschaften der Umgebung ihrer Arbeit nachgehen.
Die Ortschaft ist verkehrstechnisch gut erschlossen. Sie liegt nahe der Hauptstraße N57, die von Besançon nach Pontarlier führt. Weitere Straßenverbindungen bestehen mit Saint-Gorgon-Main und Hautepierre-le-Châtelet.